# Isla Sevilla
Isla Sevilla es el nombre que recibe una isla en el océano Pacífico en el golfo de Chiriquí que pertenece al país centroamericano de Panamá. Administrativamente depende de la Provincia de Chiriquí, y se localiza en las coordenadas geográficas  08°14′N 82°24′O / 8.233, -82.400 al este del Bajo Las Pavas, frente a la costa continental de Panamá, y al noroeste de la Isla Boca Brava. 326 kilómetros al oeste de la capital del país la Ciudad de Panamá.